# José Luis Abellán
José Luis Abellán García-González (Madrid, 19 de mayo de 1933-Madrid, 17 de diciembre de 2023) fue un historiador de la filosofía y de las ideas y ensayista español.

## Biografía

### Infancia
Hijo del abogado madrileño José Abellán-García y Pérez de Camino. Vive hasta los catorce años en Ávila. En 1947, su familia se traslada a Madrid, donde su padre abre un bufete. Sus dos hermanos son María Jesús y Javier.

### Formación académica
Estudia el bachillerato en el Instituto Nacional de Enseñanza Media de Ávila y en el Instituto Ramiro de Maeztu, donde el padre Manuel Mindán Manero lo encauza hacia el estudio de la Filosofía. Tras la licenciatura (1957) obtiene el Doctorado en Filosofía por la Universidad Complutense de Madrid con la tesis doctoral «Miguel de Unamuno a la luz de la psicología», dirigida por José Luis López Aranguren, en 1960. Becario del Instituto Luis Vives de Filosofía del CSIC entre 1959 y 1961. Diplomado en Psicología (1961).

### Actividad docente
Ha ejercido la docencia en Puerto Rico, en Irlanda del Norte y, posteriormente, como profesor de la Universidad Complutense de Madrid y catedrático de Historia de la Filosofía Española, puesto en el que se jubiló en 2003. Fue miembro del Consejo Ejecutivo de la UNESCO (1983-1986) en España y en París (1983-1985) en representación de España, y presidente de la “Confederación Española de Clubs UNESCO”. Ha presidido el Ateneo Científico, Literario y Artístico de Madrid (2001-2009) y ha sido profesor y conferenciante en numerosas universidades de Europa y América. Su obra más importante es la Historia crítica del pensamiento español (7 volúmenes, 1979-1991), en la que sintetizó la evolución de las ideas y de la filosofía en España desde la época romana, y también destacan sus estudios sobre el erasmismo. También ha escrito monografías sobre Miguel de Unamuno, José Ortega y Gasset, María Zambrano, George Santayana, Antonio Machado y José Gaos.

### Familia
Casado con María Eugenia de Diego Alonso. El matrimonia tuvo  dos hijos: Alejandro e Ignacio Abellán-García de Diego.

## Honores y distinciones
- Encomienda con placa de la orden de Alfonso X, el Sabio (1998).
- Medalla de plata de la UNESCO (1981).
- Premio de ensayo “El Europeo” (1975), por el libro El erasmismo español.
- Premio Nacional de Ensayo
- Orden de Don Quijote en Estados Unidos (1981)
- Representante de España en el Consejo ejecutivo de la UNESCO (1983-1986)

## Obras
- Fernando de Castro. Memoria Testamentaria. El problema del catolicismo liberal. (1975). Madrid: Castalia.
- Miguel de Unamuno a la luz de la Psicología, Tecnos, Madrid, 1964.[6]
- Ortega y Gasset en la filosofía española, Tecnos, Madrid, 1966.
- Filosofía española en América, 1936-1966, Seminario y Ediciones, Madrid, 1967.
- La cultura en España (Ensayos para un diagnóstico), Edicusa, Madrid, 1971.
- Mito y cultura, Seminario y Ediciones, Madrid, 1971.
- La idea de América. Origen y evolución, Istmo, Madrid, 1972.
- Sociología del 98, Península, Barcelona, 1974 (2ª edición, Biblioteca Nueva, Madrid, 1998).
- La industria cultural en España, Edicusa, Madrid, 1975.
- El erasmismo español, Gráficas El Espejo, Madrid, 1976 (2a edición, Espasa Calpe, Madrid, 1982).
- El pensamiento español. De Séneca a Zubiri, UNED, Madrid, 1977 (en colaboración con Luis Martínez Gómez).
- El exilio español de 1939, 6 vols., Taurus, Madrid, 1976-78 (Director de la obra y colaborador de ella en los tomos I, III y VI).
- Panorama de la filosofía española actual. Una situación escandalosa, Espasa-Calpe, Madrid, 1978.
- Historias de posguerra (narraciones), Ámbito Literario, Barcelona, 1979.
- Historia crítica del Pensamiento español, 7 volúmenes, Espasa-Calpe, Madrid, 1979-1991 (Hay una edición especial de la obra en el Círculo de Lectores, Barcelona, 1992).
- De la guerra civil al exilio republicano, Mezquita, Madrid, 1982.
- París o el mundo es un palacio, Anthropos, Barcelona, 1987.
- El pensamiento español contemporáneo y la idea de América. Obra coordinada en colaboración con Antonio Monclús, 2 vols., Barcelona, 1989.
- Visión de El Escorial. (Aproximación al mito), Madrid, 1989.
- La Escuela de Madrid. Un ensayo de filosofía, Asamblea de Madrid, Madrid, 1991 (escrita en colaboración con Tomás Mallo).
- Ideas para el siglo XXI, Libertarias/Prodhufi, Madrid, 1994.
- La filosofía de "Antonio Machado", Pre-textos, Valencia, 1995.
- Historia del pensamiento español, Espasa-Calpe, Madrid, 1996.
- George Santayana (1863-1952), Ediciones del Orto, Madrid, 1996.
- El exilio filosófico en América. Los transterrados del 39, F. C.E., México, 1998.
- El 98: cien años después, Aldebarán, Madrid, 2000.
- Ortega y Gasset y los orígenes de la transición democrática, Espasa-Calpe, Madrid, 2000.
- El exilio como constante y como categoría, Biblioteca Nueva, Madrid, 2001.
- José Gaos. Introducción y antología, Ediciones Cultura Hispánica, Madrid, 2001.
- El “problema de España” y la cuestión militar, Edit. Dickinson, Madrid, 2003.
- El Ateneo de Madrid. Historia, Política, Cultura, Teosofía. Ediciones La Librería, Madrid 2006.
- María Zambrano. Una pensadora de nuestro tiempo. Edit. Anthropos. Barcelona 2006.
- El Escorial. Iconos, imágenes, mito. Ediciones 98. Madrid 2009.
- El misterio. Editorial Dalya, Cádiz, 2015.